# Список прозвищ штатов США
Про́звище шта́та (англ. state nickname) — описательное название штата США, используемое как дополнение к основному имени. Прозвище представляет собой перифраз, как правило, отражает какую-либо особенность истории или географии штата и часто носит рекламный характер. У многих штатов — более одного прозвища. Прозвище, официально утверждаемое законодательным собранием штата, называется официа́льным про́звищем (англ. official nickname).
Традиция присвоения прозвищ восходит ко времени образования первых штатов. Например, прозвище штата Нью-Йорк — «Имперский штат» (Empire State) — связано с высказыванием Джорджа Вашингтона: «Штат Нью-Йорк будет базой нашей империи».
Прозвища, являющиеся официальными, выделены жирным шрифтом.
| Штат                                | Прозвище | На языке оригинала | *      |
| ----------------------------------- | --- | --- | ------ |
| Айдахо                              | - Штат-самоцвет - Горный самоцвет - Маленький Айда - Картофельный штат | - Gem State - Gem of the Mountains - Little Ida - Spud State | [ 3 ]  |
| Айова                               | - Кукурузный штат - Штат Ястребиного глаза (Чёрного Ястреба) - Земля холмистых прерий | - Corn State - Hawkeye State - Land of the Rolling Prairie | [ 4 ]  |
| Алабама (нет официального прозвища) | - Сердце Юга - Штат ящериц - Хлопковый штат - Штат хлопковых плантаций - Сердце Дикси - Штат овсянки - Прекрасная Алабама - Милый дом Алабама | - Heart of South - Lizard State - Cotton State - The Cotton Plantation State - Heart of Dixie - Yellowhammer State - Alabama the Beautiful - Sweet Home Alabama | [ 6 ]  |
| Аляска                              | - Большая земля - Последний рубеж - Земля полуночного Солнца - Земля полуденной Луны - Глупость Сьюарда - Континентальный штат - Холодильник Сьюарда - Айсбергия - Полярия - Моржовия - Сад белых медведей Джонсона                               | - Great Land - Last Frontier - Land of the Midnight Sun - Land of the Noonday Moon - Seward’s Folly - Mainland State - Seward's Ice Box - Icebergia - Polaria - Walrussia - Johnson's Polar Bear Garden                                                            | [ 7 ]  |
| Американское Самоа                  | - Райские острова - Остров(а) американского футбола | - Motu o Fiafiaga (Islands of Paradise) - Football Island(s) |        |
| Аризона                             | - Штат апачей - Штат ацтеков - Медный штат - Штат Большого каньона - Штат-младенец - Штат Валентина - Американская Италия - Штат песчаных холмов - Штат закатов - Штат любви                                                                      | - Apache State - Aztec State - Copper State - Grand Canyon State - Baby State - Valentine State - Italy of America - Sand Hill State - Sunset State - Sweetheart State                                                                                             | [ 8 ]  |
| Арканзас                            | - Медвежий штат - Земля возможностей - Природный штат - Штат-чудо - Штат диких свиней - Штат горячих источников - Штат Боуи - Штат "зубочисток"                                                                                                   | - Bear State - Land of Opportunity - Natural State - Wonder State - Razorback Crystal State - Hot Springs State - Bowie State - Toothpick State | [ 9 ]  |
| Вайоминг                            | - Штат ковбоев - Штат равенства - Штат избирательных прав - Штат полыни - Большой Вайоминг - Вечный Запад | - Cowboy State - Equality State - The Suffrage State - The Sagebrush State - Big Wyoming - Forever West | [ 10 ] |
| Вашингтон                           | - Вечнозелёный штат - Штат чинуков - Яблочный штат | - Evergreen State - The Chinook State - Apple State | [ 11 ] |
| Вермонт                             | - Штат Зелёной горы | - Green Mountain State | [ 12 ] |
| Виргиния                            | - Мать президентов - Старый доминион - Мать штатов - Мать государственных деятелей - Штат кавалеров - Там, где начинается Юг - Страна лошадей | - Mother of Presidents - The Old Dominion - Mother of States - Mother of Statesmen - The Cavalier State - Down Where the South Begins - Horse Country | [ 13 ] |
| Виргинские острова (США)            | - Американские Карибы - Американский Рай | - America's Caribbean - American Paradise |        |
| Висконсин                           | - Маслодельня Америки - Барсучий Штат - Сырный штат - Медный штат - Штат рукавиц - Молочный штат | - America’s Dairyland - Badger State - The Cheese State - The Copper State - The Mitten State - The Dairy State | [ 14 ] |
| Гавайи                              | - Штат «Алоха» - Ананасовый штат - Радужный штат - Тихоокеанский рай - Самый молодой штат - Штат «808» | - Aloha State - Pineapple State - Rainbow State - Paradise of the Pacific - The Youngest State - 808 State | [ 15 ] |
| Гуам                                | - Страна Чаморро - Центр Тихого океана - Врата в Микронезию | - Tano y Chamorro (Land of the Chamorro) - Hub of the Pacific - Gateway to Micronesia |        |
| Делавэр                             | - Алмазный штат - Первый штат - Земля покупок без налогов - Корпоративная столица - Маленькое чудо - Новая Швеция - Носовой платок дяди Сэма - Штат голубой курочки - Химическая столица Мира                                                     | - Diamond State - The First State - Land of Tax-Free Shopping - Corporate Capital - Small Wonder - New Sweden - Uncle Sam’s Pocket Handkerchief - The Blue Hen State - Chemical Capital of the World                                                               | [ 16 ] |
| Джорджия                            | - Персиковый штат - Имперский штат Юга - Штат арахиса - Штат гордецов, Штат белой бедноты, Штат крекеров - Штат сарычей - Земля янки на Юге - Штат приключения                                                                                    | - Peach State - Empire State of the South - Goober State - Cracker State - The Buzzard State - Yankee-land of the South - State of Adventure | [ 17 ] |
| Западная Виргиния                   | - Горный штат - Штат-полуостров - Американская Швейцария - Почти Рай | - Mountain State - Panhandle State - The Switzerland of America - Almost Heaven | [ 18 ] |
| Иллинойс                            | - Земля Линкольна - Штат прерии - Кукурузный штат - Сад Запада - Штат простаков | - Land of Lincoln - Prairie State - Corn State - Garden of the West - The Sucker State | [ 19 ] |
| Индиана                             | - Штат верзил - Штат гостеприимства - Перекрёстки Америки | - Hoosier State - Hospitality State - Crossroads of America | [ 20 ] |
| Калифорния                          | - Штат Эльдорадо - Золотой штат - Золотой Запад - Край молока и мёда - Виноградный штат - Пляжный штат | - El Dorado State - The Golden State - Golden West - Land of Milk and Honey - The Grape State - The Beach State | [ 21 ] |
| Канзас                              | - Штат циклонов - Штат Джейхока - Подсолнечный штат - Пшеничный штат - Центральный штат - Сад Запада - Штат саранчи - Штат сквоттеров - Кровоточащий Канзас - Поле битвы за свободу - Сердце Америки - Дом Дороти - Свободный штат - Середина США | - Cyclone State - Jayhawk State - Sunflower State - Wheat State - Central State - Garden of the West - The Grasshopper State - The Squatter State - Bleeding Kansas - The Battleground of Freedom - America's Heartland - Dorothy's Home - Free State - Midway USA | [ 22 ] |
| Кентукки                            | - Штат мятлика - Штат пеньки - Табачный штат - Штат лущильщиков кукурузы - Земля схваток и кровавых битв | - Bluegrass State - Hemp State - Tobacco State - Corn-cracker State - The Dark and Bloody Ground State | [ 23 ] |
| Колорадо                            | - Столетний штат - Горный штат - Высочайший штат - Разноцветный Колорадо - Штат водосбора - Мать рек - Страна американских лыж - Американская Швейцария                                                                                           | - Centennial State - Mountain State - Highest State - Colorful Colorado - Columbine State - Mother of Rivers - Ski Country USA - Switzerland of America | [ 24 ] |
| Коннектикут                         | - Арсенал Нации - Штат Конституции - Мускатный штат - Пуританский штат - Штат коричневого песчаника - Песчаный штат - Штат-снабженец - Земля твёрдых правил                                                                                       | - Arsenal of the Nation - Constitution State - Nutmeg State - Blue Law State - The Brownstone State - Freestone State - Provision State - Land of Steady Habits | [ 25 ] |
| Луизиана                            | - Заболоченный штат - Дитя Миссисипи - Креольский штат - Штат пеликанов - Сахарный штат - Рай для спортсменов - Рыбацкий рай - Американская Голландия                                                                                             | - Bayou State - Child of the Mississippi - Creole State - Pelican State - Sugar State - Sportsman’s Paradise - Fisherman’s Paradise - The Holland of America | [ 26 ] |
| Массачусетс                         | - Дух Америки - Штат заливов (Штат с бухтами) - Штат-старая колония - Колониальный штат - Штат тушёной фасоли - Штат пилигримов - Штат пуритан - Штат трески - Таксачусетс                                                                        | - The Spirit of America - The Bay State - Old Colony State - Colony State - Baked Bean State - Pilgrim State - The Puritan State - Codfish State - Taxachusetts | [ 27 ] |
| Миннесота                           | - Штат сусликов - Земля 10 000 озёр - Штат Северной звезды - Штат хлеба с маслом - Пшеничный штат - Западная Новая Англия - Хоккейный штат - «Минне(снежне)сота»                                                                                  | - Gopher State - Land of 10,000 Lakes - North Star State - Bread and Butter State - The Wheat State - New England of the West - State of Hockey - "Minne(snow)ta"                                                                                                  | [ 28 ] |
| Миссисипи                           | - Штат гостеприимства - Штат магнолий - Орлиный штат - Штат заболоченного ручья - Сомовый штат - Штат сурка - Месторождение американской музыки                                                                                                   | - Hospitality State - Magnolia State - The Eagle State - The Bayou State - The Mud-cat State - The Groundhog State - The Birthplace of America's Music | [ 29 ] |
| Миссури                             | - Штат золотых слитков - Штат пещер - Свинцовый штат - Штат Озарка - Штат «Покажи-ка мне» - Мать Запада - Штат Железной Горы - Штат мерзких людей - Западная Пенсильвания - Врата на Запад                                                        | - Bullion State - Cave State - Lead State - Ozark State - Show-Me State - Mother of the West - Iron Mountain State - The Puke State - Pennsylvania of the West - Gateway to the West                                                                               | [ 30 ] |
| Мичиган                             | - Штат Великих озёр - Штат варежек - Страна водных чудес - Штат росомах - Владычица Озера - Автомобильный штат | - The Great Lakes State - The Mitten State - Water Wonderland - The Wolverine State - Lady of the Lake - The Auto State | [ 31 ] |
| Монтана                             | - Страна большого неба - Последнее хорошее место - Штат сокровищ - Штат-золотая жила - Земля сияющих гор - Горный штат - Штат, где ноги собьёшь - Штат истоков                                                                                    | - Big Sky Country - The Last Best Place - Treasure State - The Bonanza State - Land of the Shining Mountains - The Mountain State - The Stubtoe State - The Headwaters State                                                                                       | [ 32 ] |
| Мэн                                 | - Сосновый штат - Земля каникул - Лесной штат - Приграничный штат - Старина-рулевой - Штат Полярной звезды | - Pine Tree State - Vacationland - Lumber State - The Border State - The Old Dirigo State - The Polar Star State | [ 33 ] |
| Мэриленд                            | - Штат кокарды - Свободный штат - Монументальный штат - Штат старой границы - Штат водяных черепах - Устричный штат - Штат-королева - Америка в миниатюре - Чесапикский штат                                                                      | - Cockade State - Free State - Monumental State - Old Line State - Terrapin State - The Oyster State - The Queen State - America in Miniature - Chesapeake State                                                                                                   | [ 34 ] |
| Небраска                            | - Штат говядины - Штат лущителей кукурузы - Штат лесоводов - Штат антилоп - Штат питающихся кузнечиками - Штат чёрной воды - Хорошая жизнь | - Beef State - Cornhusker State - Tree Planters State - Antelope State - Bug-eating State - Blackwater State - The Good Life | [ 35 ] |
| Невада                              | - Штат, рождённый в боях - Полынный штат - Серебряный штат - Штат шалфейного тетерева - Горнопромышленный штат - Штат казино | - Battle Born State - Sagebrush State - Silver State - The Sage-hen State - The Mining State - Casino State | [ 36 ] |
| Нью-Джерси                          | - Садовый штат - Устричный штат - Штат Кэмден и Эмбой - Штат голубых мундиров - Путь революции - Штат москитов - Новая Испания - Штат иностранцев - Штат-"краеугольный камень" - Мусорный штат - Пригородный штат                                 | - Garden State - The Clam State - The Camden & Amboy State - The Jersey Blue State - The Pathway of Revolution - The Mosquito State - New Spain - The Foreigner State - The Cornerstone State - Garbage State - The Suburban State                                 | [ 37 ] |
| Нью-Йорк                            | - Имперский штат - Большое яблоко - Высший штат - Штат никербокеров | - Empire State - The Big Apple - Excelsior State - The Knickerbocker State | [ 38 ] |
| Нью-Мексико                         | - Цветастый штат - Земля очарования - Кактусовый штат - Испанский штат - Край солнечного света - Земля возможностей - Желанная земля | - The Colorful State - Land of Enchantment - The Cactus State - The Spanish State - Land of Sunshine - The Land of Opportunity - The Land of the Heart’s Desire | [ 39 ] |
| Нью-Гэмпшир                         | - Гранитный штат - Живописный штат - Мать рек - Штат Белой горы - Американская Швейцария - Штат «Живи свободным или умри» | - Granite State - Scenic State - Mother of Rivers - White Mountain State - Switzerland of America - The Live Free or Die State | [ 40 ] |
| Огайо                               | - Штат конского каштана - Мать современных президентов - Месторождение авиации - Штат янки - Сердце всего | - Buckeye State - Mother of Modern Presidents - Birthplace of Aviation - The Yankee State - The Heart of It All | [ 41 ] |
| Оклахома                            | - Рай бумеров - Штат землезахватчиков - Родная Америка - Земля красного человека | - Boomer’s Paradise - Sooner State - Native America - Land of the Red Man | [ 42 ] |
| Округ Колумбия                      | - Округ - Столица Нации - «DMV» (Округ Колумбия, Мэриленд и Виргиния) - Внутри "кольца" - Шоколадный город | - The District - Nation's Capital - DMV (District of Columbia, Maryland, and Virginia) - Inside the Beltway - Chocolate City |        |
| Орегон                              | - Бобровый штат - Штат Союза - Водоплавающий штат - Штат трудных людей - Штат вечерней зари - Тихоокеанская Страна чудес | - Beaver State - Union State - Webfoot State - The Hard-case State - The Sunset State - Pacific Wonderland | [ 43 ] |
| Пенсильвания                        | - Краеугольный штат - Штат квакеров - Нефтяной штат - Угольный штат - Стальной штат - Железнодорожный штат | - Keystone State - Quaker State - The Oil State - Coal State - The Steel State - Railroad State | [ 44 ] |
| Пуэрто Рико                         | - Остров Очарования - Боринквен | - Isla del Encanto ("Island of Enchantment") - Borinquen |        |
| Род-Айленд                          | - Маленький Роди - Океанский штат - Штат плантаций - Самый маленький штат - Земля Роджера Уильямса - Южные Ворота Новой Англии - Остров разбойников - Республика распутства                                                                       | - Little Rhody - Ocean State - Plantation State - The Smallest State - Land of Roger Williams - The Southern Gateway of New England - Rogues Island - The Licentious Republic                                                                                      | [ 45 ] |
| Северная Дакота                     | - Сусликовый штат - Штат Сада мира - Штат Мужественных всадников - Штат сиу - Край индейцев Дакота - Великий Центральный штат - Рай на Земле | - Flickertail State - Peace Garden State - Roughrider State - Sioux State - Land of the Dakotas - The Great Central State - Heaven on Earth | [ 46 ] |
| Северная Каролина                   | - Штат старого Севера - Штат мажущих пятки смолой - Скипидарный штат - Штат первого полёта - Штат Рипа ван Винкля - Земля разнообразных каникул - Первый независимый                                                                              | - Old North State - Tar Heel State - Turpentine State - First in Flight - The Rip Van Winkle State - Variety Vacationland - First in Freedom | [ 47 ] |
| Северные Марианские Острова         | - Острова "Привет" - Самый сокровенный секрет Америки | - Håfa Adai ("Hello") - America's Best Kept Secret |        |
| Теннесси                            | - Штат серого ореха - Добровольческий штат - Штат Большой излучины - Родина президентов с Юго-Запада - Штат мамалыги со свининой - Штат львиного логова                                                                                           | - Butternut State - Volunteer State - Big Bend State - The Mother of Southwestern Statesmen - Hog and Hominy State - The Lion’s Den State | [ 48 ] |
| Техас                               | - Штат Одинокой звезды - Коровий штат - Передовой штат - Вьюжный штат - Штат, огромный, как слон Джамбо | - Lone Star State - The Beef State - The Banner State - The Blizzard State - The Jumbo State | [ 49 ] |
| Флорида                             | - Апельсиновый штат - Штат солнечного света - Штат аллигаторов - Цветочный штат - Штат-полуостров - Штат у залива - Штат Эверглейдс - Оружейный штат - Фанерный штат                                                                              | - Orange State - Sunshine State - Alligator State - Flower State - Peninsula(r) State - Gulf State - Everglade State - Gunshine State - Plywood State | [ 50 ] |
| Южная Дакота                        | - Штат койотов - Штат горы Рашмор - Артезианский штат - Вьюжный штат - Земля бесконечного разнообразия | - Coyote State - The Mount Rushmore State - Artesian State - Blizzard State - Land of Infinite Variety | [ 51 ] |
| Южная Каролина                      | - Штат карликовой пальмы - Рисовый штат - Болотистый штат - Замковый Камень Южной Атлантики - Штат наждачной бумаги | - Palmetto State - The Rice State - The Swamp State - Keystone of the South Atlantic Seaboard - The Sandlapper State | [ 52 ] |
| Юта                                 | - Штат-улей - Штат мормонов - Пустынный штат - Земля святых - Штат Солёного озера - Перекрёсток Запада - Дружелюбный штат | - Beehive State - Mormon State - The Deseret State - Land of the Saints - The Salt Lake State - Crossroads of the West - Friendly State | [ 53 ] |